# La Chapelle-Thémer
La Chapelle-Thémer is een gemeente in het Franse departement Vendée (regio Pays de la Loire) en telt 311 inwoners (2004). De plaats maakt deel uit van het arrondissement Fontenay-le-Comte.

## Geografie
De oppervlakte van La Chapelle-Thémer bedraagt 15,3 km², de bevolkingsdichtheid is 20,3 inwoners per km².
De onderstaande kaart toont de ligging van La Chapelle-Thémer met de belangrijkste infrastructuur en aangrenzende gemeenten.

## Demografie
Onderstaande figuur toont het verloop van het inwonertal (bron: INSEE-tellingen).

1. ↑  Populations de référence 2022.